# Casteide-Doat
Casteide-Doat é uma comuna francesa na região administrativa da Nova Aquitânia, no departamento dos Pirenéus Atlânticos. Estende-se por uma área de 5,38 km². Em 2010 a comuna tinha 164 habitantes (densidade: 30,5 hab./km²).